# Michael Flynn (futbolista)
Michael John Flynn (Newport, Gales, 7 de octubre de 1980) exfutbolista y entrenador galés. Jugaba de volante y es el entrenador del Walsall de la Football League Two de Inglaterra desde 2022.

## Clubes

### Como jugador
| Club                  | País       | Año       |
| --------------------- | ---------- | --------- |
| Newport County        | Gales      | 1999-2000 |
| Barry Town            | Gales      | 2000-2001 |
| Newport County        | Gales      | 2000-2001 |
| Barry Town            | Gales      | 2001-2002 |
| Wigan Athletic        | Inglaterra | 2002-2005 |
| Blackpool FC (cedido) | Inglaterra | 2004      |
| Gillingham FC         | Inglaterra | 2005-2007 |
| Blackpool FC          | Inglaterra | 2007-2008 |
| Huddersfield Town     | Inglaterra | 2008-2009 |
| Darlington FC         | Inglaterra | 2008      |
| Bradford City         | Inglaterra | 2009-2012 |
| Newport County        | Gales      | 2012-2015 |
| Undy Athletic         | Gales      | 2015-2017 |
| Newport County        | Gales      | 2017-2018 |

### Como entrenador
| Club                      | País       | Año           |
| ------------------------- | ---------- | ------------- |
| Undy Athletic             | Gales      | 2015          |
| Newport County (interino) | Gales      | 2017          |
| Newport County            | Gales      | 2017-2021     |
| Walsall                   | Inglaterra | 2022-presente |